# باشگاه فوتبال اروگوئه ده کورونادو
باشگاه فوتبال اروگوئه ده کورونادو یک باشگاه فوتبال از کاستاریکا است که در سگوندا دیویژن کاستاریکا رقابت می‌کند.